# Hồ chứa Courtright
Hồ chứa Courtright là một hồ chứa ở Hạt Fresno, California. Hồ chứa này nằm ở độ cao 8.170 foot (2.490 m) trong khu Rừng quốc gia Sierra, ở Sierra Nevadas. Hồ được tạo thành bằng con Đập Courtright trên Rạch Helms và có sức chứa 123.300 acre foot (152.000.000 m³). Con đập được làm bằng đá và cao 315 foot (96 m), đo từ chỏm đến lòng suối. Công trình hoàn thành năm 1958 và thuộc sở hữu của Pacific Gas and Electric. Mục đích duy nhất của nó là sản xuất thủy điện.
Ngoài sản xuất điện ra, hồ này còn là hồ chứa thượng nguồn trong một hệ thống thủy năng tích nước (pumped storage hydroelectricity). Hồ chứa Wishon, nằm ở hạ nguồn một vài dặm, là một hồ chứa thấp hơn. Trong thời điểm cao điểm về nhu cầu điện năng, cũng đồng nghĩa giá điện được tính cao nhất, nước được xả từ hồ chứa Courtright xuống Hồ Wishon thông qua một hầm ngầm để cung cấp thủy năng cho Nhà máy điện Helms công suất 1.212 MW. Khu nhu cầu điện năng thấp và giá hạ, nước được bơm ngược từ Hồ chứa Wishon lên Hồ chứa Courtright bằng các tua bin có thể chuyển đổi được của nhà máy điện. Nhà máy điện Helms nằm ở dưới lòng đất sâu 300 m, được đục vào đá granit ở phía bắc của Hồ Wishon. Nó tương tự như Nhà máy điện Eastwood Southern California Edison gần Hồ Shaver, cũng là một nhà máy điện tích nước kiểu này.
Hồ Courtright cũng là một nơi vui chơi giải trí cuối tuần với nhiều hoạt động ngoài trời như câu cá, cắm trại, leo núi.